# Храм Святителя Николая у Соломенной сторожки
Храм Святи́теля Никола́я у Соло́менной сторо́жки — православный храм, принадлежащий к Всехсвятскому благочинию Московской городской епархии Русской Православной церкви. Находится в Тимирязевском районе Северного административного округа города Москвы. Деревянный шатровый храм был построен в 1916 году в неорусском стиле по проекту архитектора Фёдора Шехтеля изначально как церковь Николая Чудотворца 675-й Тульской пешей дружины в Петровско-Разумовском у Соломенной сторожки. Являлась первым построенным в России храмом-памятником Первой мировой войны. В советское время церковь была снесена. Воссоздана в 1997 году с использованием оригинального проекта на новом месте.
Имеет статус Патриаршего подворья.

## История

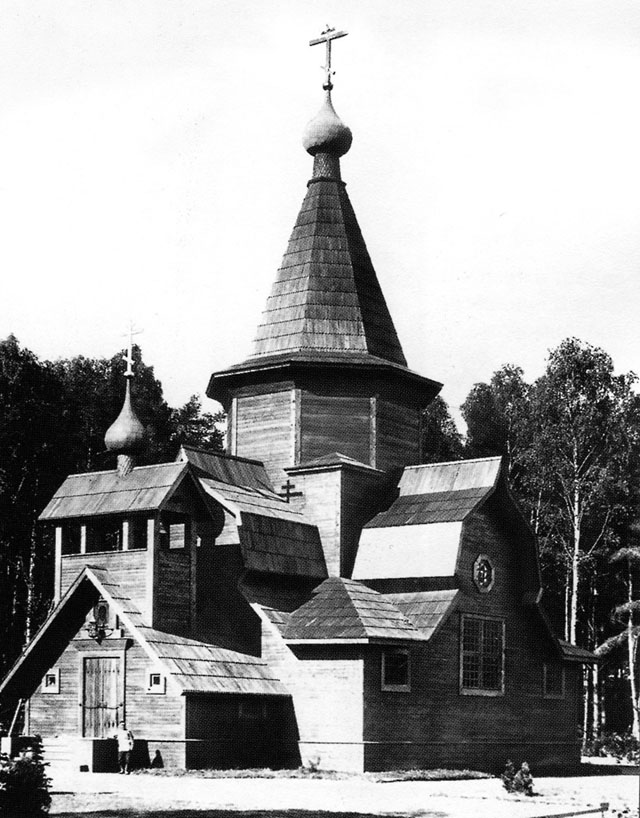
Храм в 1916 году

### Основание
В начале XX века местность, где располагался храм, представляла собой дачный посёлок, через который к селу Петровско-Разумовскому шла дорога. Рядом находились лесные угодья Петровской лесной и земледельческой академии (ныне Российский государственный аграрный университет — МСХА им. К. А. Тимирязева). Для охраны южной границы леса там стояла сторожевая будка с соломенной крышей — от неё храм и получил своё название.
По соседству с сельскохозяйственной академией размещался летний лагерь Московского гарнизонного батальона. После начала Первой мировой войны здесь стали формироваться воинские части для отправки на фронт. Вскоре воины 675-й Тульской пешей дружины предложили построить на пожертвования летний храм. Главными инициаторами были командир дружины полковник А. А. Мозалевский и В. И. Заглухинский, который жертвовал церкви свои средства и позднее стал её старостой. Деньги на строительство церкви жертвовали как офицеры, так и дачники Петровско-Разумовского. Всего было собрано 3000 рублей. Архитектором храма стал Ф. О. Шехтель.
Строительство храма заняло около месяца. Храм был освящён 20 июля 1916 года епископом Можайским Димитрием. На торжественной церемонии присутствовали Великая княгиня Елизавета Фёдоровна, генерал-губернатор Москвы, командующий войсками Московского военного округа, командиры ополченческих бригад, офицеры 675-й Тульской дружины и местные жители. Профессор богословия священник И. А. Артоболевский произнёс речь о том, какое значение имеет этот храм.
Московские газеты в 1916 году так писали об этой церкви: «Представляя собой археологическую ценность как собрание редчайших икон, этот храм является в то же время первой в России церковью-памятником переживаемых событий».

### Советский период

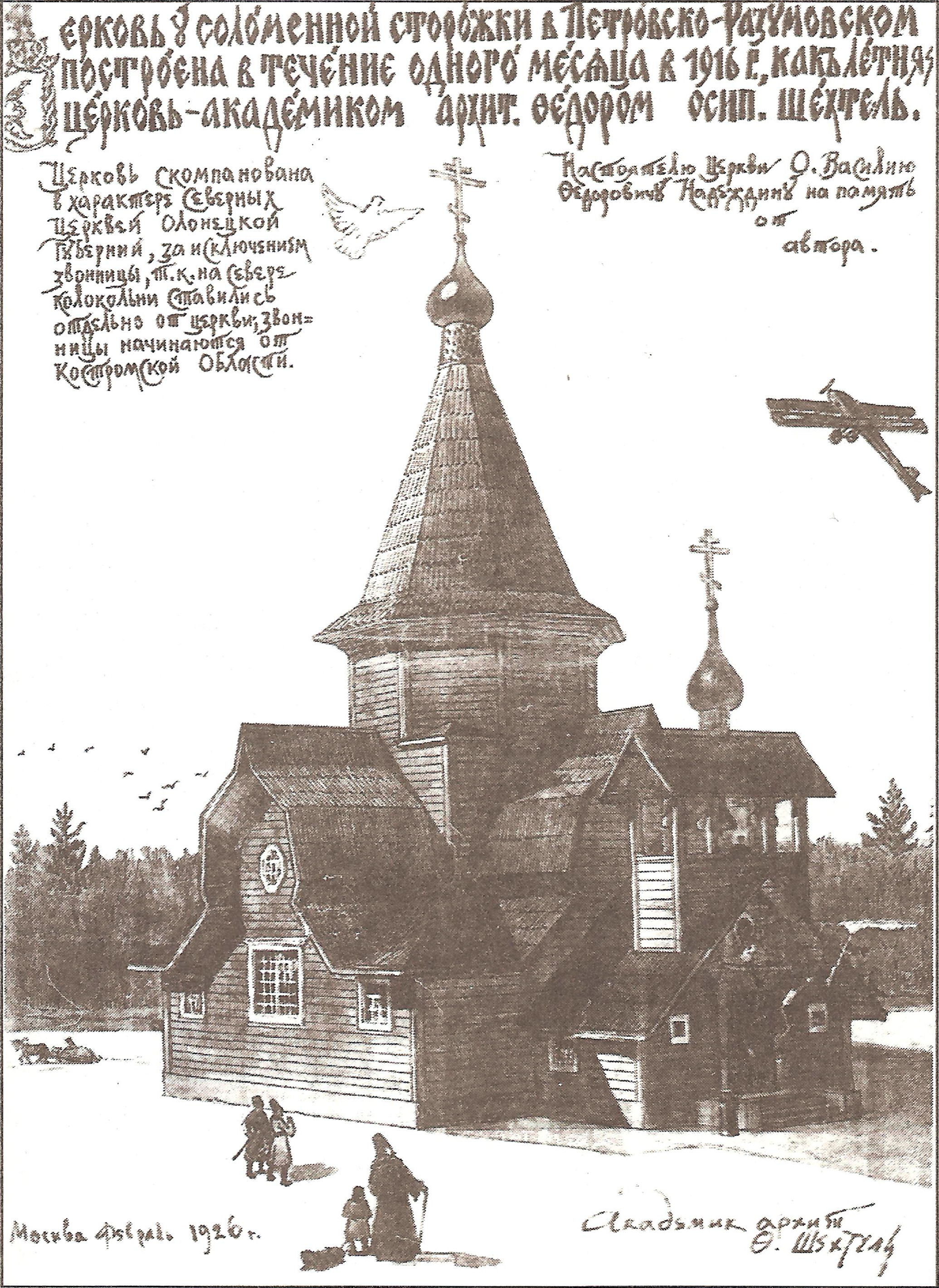
Церковь у Соломенной сторожки. Рисунок Ф. О. Шехтеля, 1926 год

После Октябрьской революции храм, изначально созданный для нужд дружины, стал приходским. 6 апреля 1922 года из храма было изъято 7 фунтов серебра. Храм оставался действующим сравнительно долго. После закрытия окрестных церквей его приход возрос с 300 до 2000 человек. Фёдор Шехтель, живший неподалёку, часто посещал храм.
В 1920-х годах церковь значилась памятником архитектуры и присутствовала в охранных списках как собрание древних икон. Несмотря на это, техническое состояние церкви постепенно ухудшалось. В середине 1920-х годов архитектор Шехтель обратился к властям с предложением о реконструкции церкви, однако оно было оставлено без внимания.
В церкви служили священники, которые позднее были причислены к лику святых как священномученики: Василий Надеждин, Владимир Амбарцумов, Михаил Шик, Михаил Славский. Василий Надеждин был рукоположён во иерея в храме у Соломенной сторожки в 1921 году и служил там до своего ареста в 1929 году. По просьбе прихожан — профессоров Сельскохозяйственной академии — он занимался духовно-нравственным воспитанием их детей. Василий Надеждин организовал церковный хор, по субботам выступал с проповедями. В 1928 году в церковь пришёл Владимир Амбарцумов, а после ареста Василия Надеждина он стал настоятелем. Вскоре он привлёк к службам Михаила Шика. Они стали проводить службы по очереди. Владимир Амбарцумов и Михаил Шик ушли на покой в 1931 году, не желая признавать митрополита Сергия патриаршим местоблюстителем. В 1932 году настоятелем храма стал Михаил Славский, но на следующий год его арестовали.
В 1935 году храм был закрыт, шатёр и колокольня сломаны. Однако, по свидетельствам старожилов, там ещё некоторое время велись службы и крестили детей. Затем здание церкви было превращено в общежитие. К 1960 году окончательно разрушившееся здание храма было снесено, а на его месте был построен блочный 15-этажный жилой дом для работников милиции (улица Дубки, дом № 4).

### Возрождение
22 декабря 1995 года местные верующие бизнесмены обратились к префекту Северного округа Михаилу Дёмину с просьбой восстановить храм. В 1996 году Дёмин рассказал об этой идее настоятелю церкви Знамения в Ховрине Георгию Полозову, и он согласился заняться восстановлением церкви. Для строительства храма префектура отвела 33 сотки земли на окраине парка «Дубки» в 300 метрах от места его первоначального нахождения. 19 ноября 1996 года Правительством Москвы «в связи с многочисленными просьбами граждан» было принято распоряжение о «восстановлении памятника русского деревянного зодчества конца XIX века» (хотя храм построили в начале XX века).
Проект восстановления храма был разработан архитектором А. В. Бормотовым с использованием сохранившихся чертежей. Курировал проект архитектор-реставратор В. И. Якубени, ответственным за строительство был священник Георгий Полозов. На строительство храма было выделено 140 000 долларов. Закладка состоялась 10 декабря 1996 года. Строительство заняло несколько месяцев, и 20 апреля 1997 года храм был освящён.
В ходе строительства не были соблюдены некоторые принципы научной реставрации. По сообщениям прессы, не были проведены все необходимые экспертизы и согласования. Священник Георгий Полозов прокомментировал это так: «Да, я поторопился. Но у меня не было иного выхода, кроме как нарушать инструкции. Иначе бы я никогда его не построил».

## Архитектура и оформление
Проект деревянного храма вместимостью 100 человек в стиле шатровых церквей Вологодского края был разработан академиком архитектуры Ф. О. Шехтелем. Архитектор высоко оценивал собственный проект: «По-моему, лучшая из моих построек», — написал на подаренной И. П. Машкову открытке с изображением церкви тяжелобольной Шехтель в 1925 году.
Храм был построен в неорусском стиле. Образцами для архитектурного решения храма стали деревянные шатровые церкви русского Севера XVI—XVIII веков — Успенская в Варзуге, Покрова Божией Матери в Заостровье и Климентовская в Уне. Шехтель практически воссоздал в своём проекте традиционные композиционные приёмы и архитектурные детали прототипов. Исключение составила звонница — на Севере колокольни ставились отдельно от храма. Конструкция храма также отлична от традиционной — она каркасная, а не бревенчатая (поэтому церковь была неотапливаемой). Шатровый храм крестообразный в плане. К нижнему четверику приделаны четыре бочки, образуя крест. Пространство под бочками расширено, благодаря чему храм может вместить большее количество молящихся. Венчает храм высокий шатёр с небольшой главкой.
Боковые помещения храма органично соединяются с центральным пространством. Гармонично вписываются в интерьер малые архитектурные формы: лавки, ограждения клиросов, аналои и подсвечники. В центральной части подвешено большое паникадило. Внутренняя отделка и роспись храма выполнялись по эскизам архитектора в стиле убранства Феропонтова монастыря. Для иконостаса собирались подлинные иконы XVI — XVII веков, наиболее ценные из которых украсили царские врата, представляющие собой точную копию царских врат Феодоровского собора в Царском Селе. Работы по росписи храма производили дети архитектора — выпускники живописного отделения МУЖВЗ Лев Фёдорович и Вера Фёдоровна.
Современный храм построен с использованием подлинных чертежей, но, несмотря на это, имеются некоторые отступления от проекта. В отличие от старого каркасного храма, новый выстроен из бруса. Помещение отапливается в зимнее время. Кровля нового храма покрыта медью. Новый храм стоит не на земле, а на каменном подклете. Имеется подвальный этаж.

Интерьер храма в 1916 году
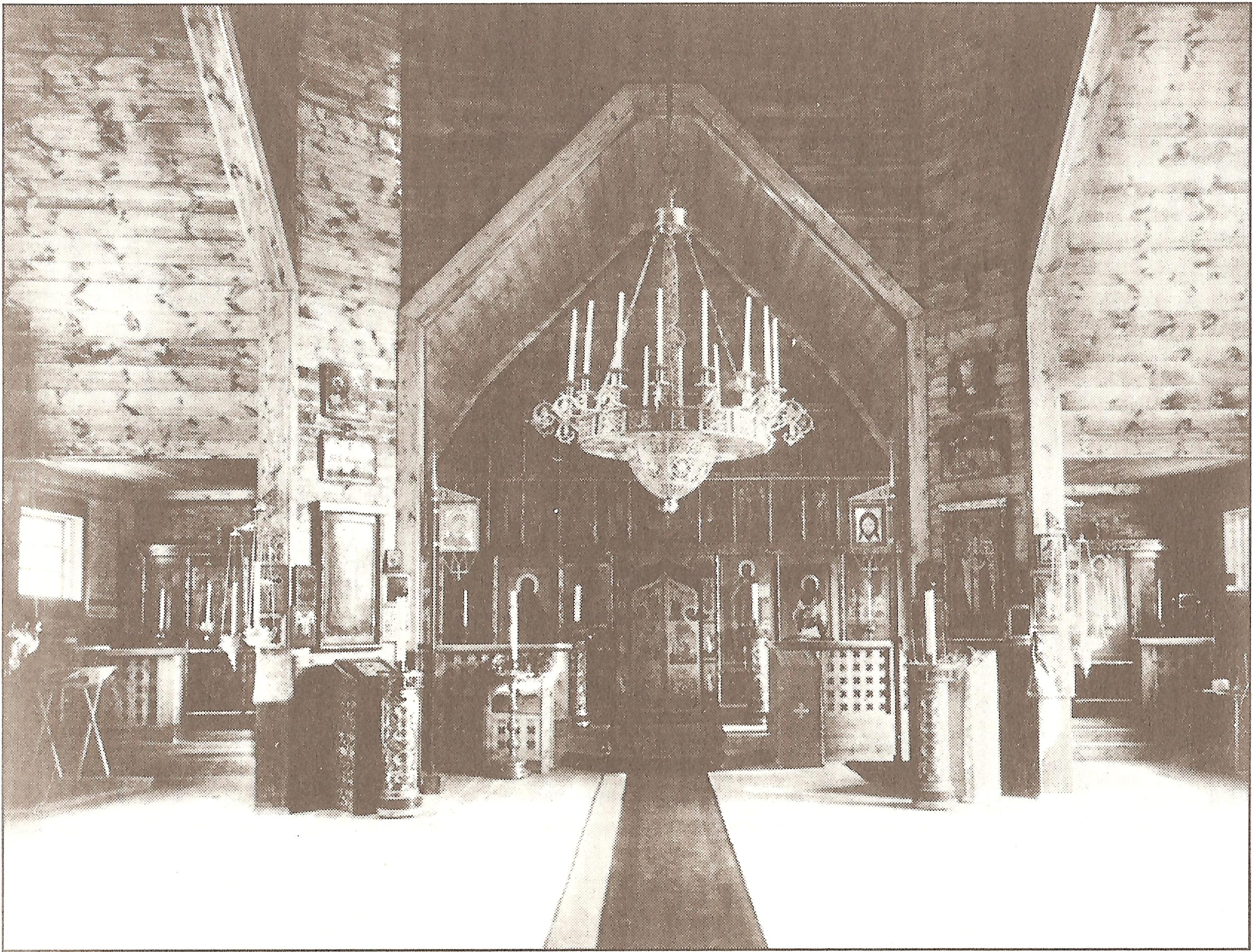
Вид с запада
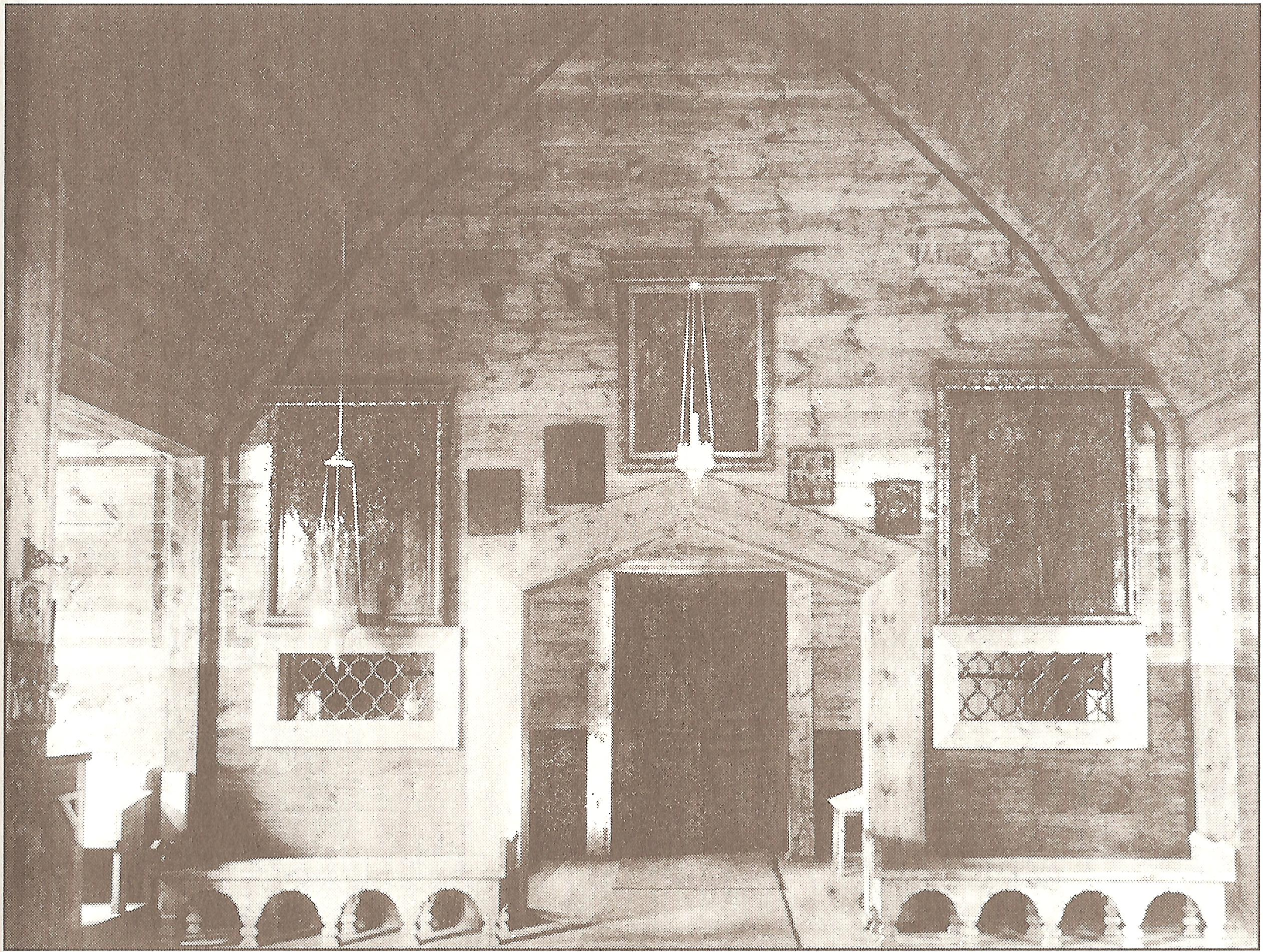
Вид с востока
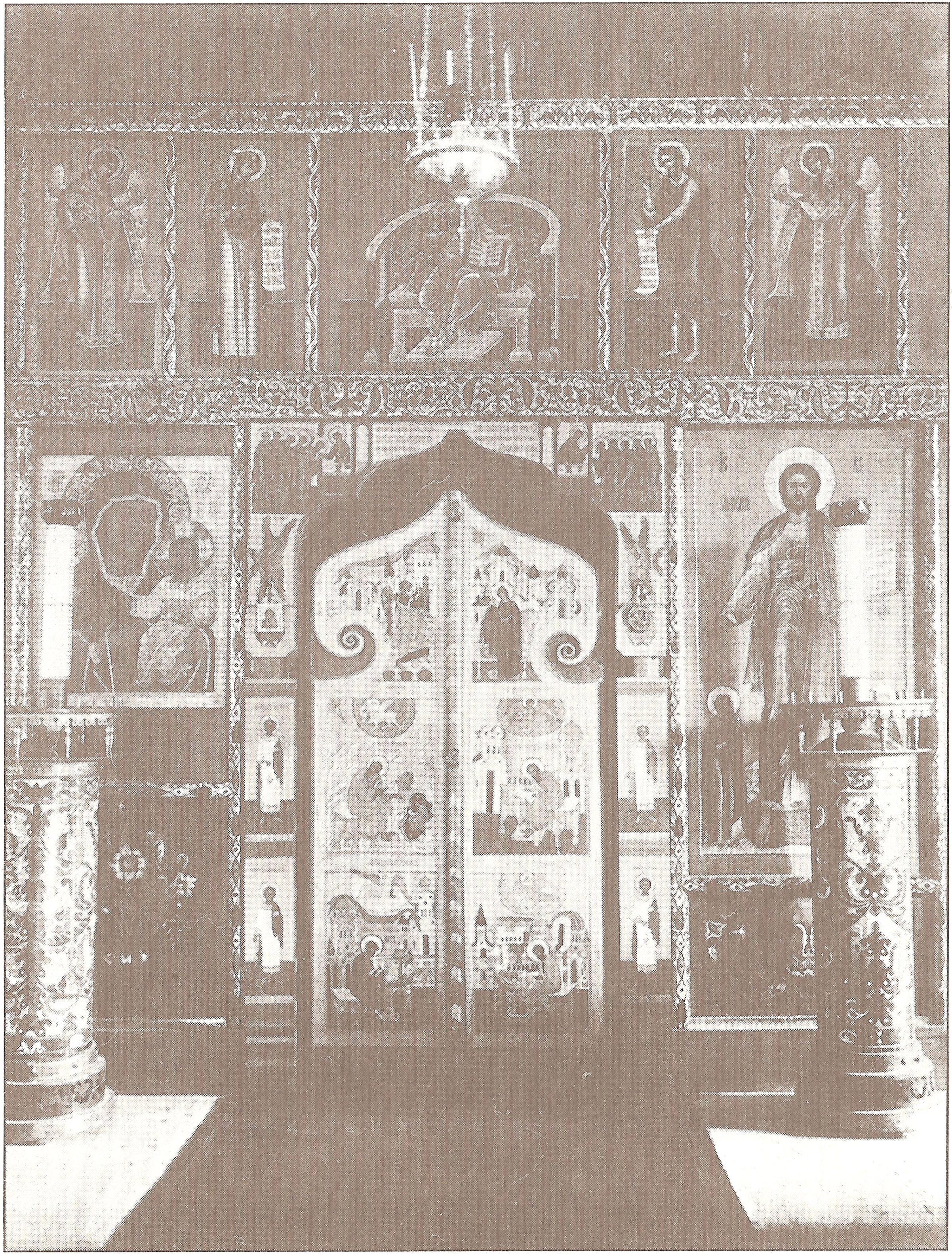
Фрагмент иконостаса

## Престолы и святыни
Главный престол храма освящён в честь святителя Николая. В 2000 году освящён придел Людмилы Чешской — единственный в Москве.
Святыни храма: Тихвинская икона Божией Матери, Иверская икона Божией Матери, икона Святителя Николая Явленского, икона преподобного Леонтия Михайловского с частицей мощей и Собор Санаксарских святых с частицами мощей преподобного Феодора, праведного воина Феодора Ушакова, преподобноисповедника Александра.

## Приписные храмы

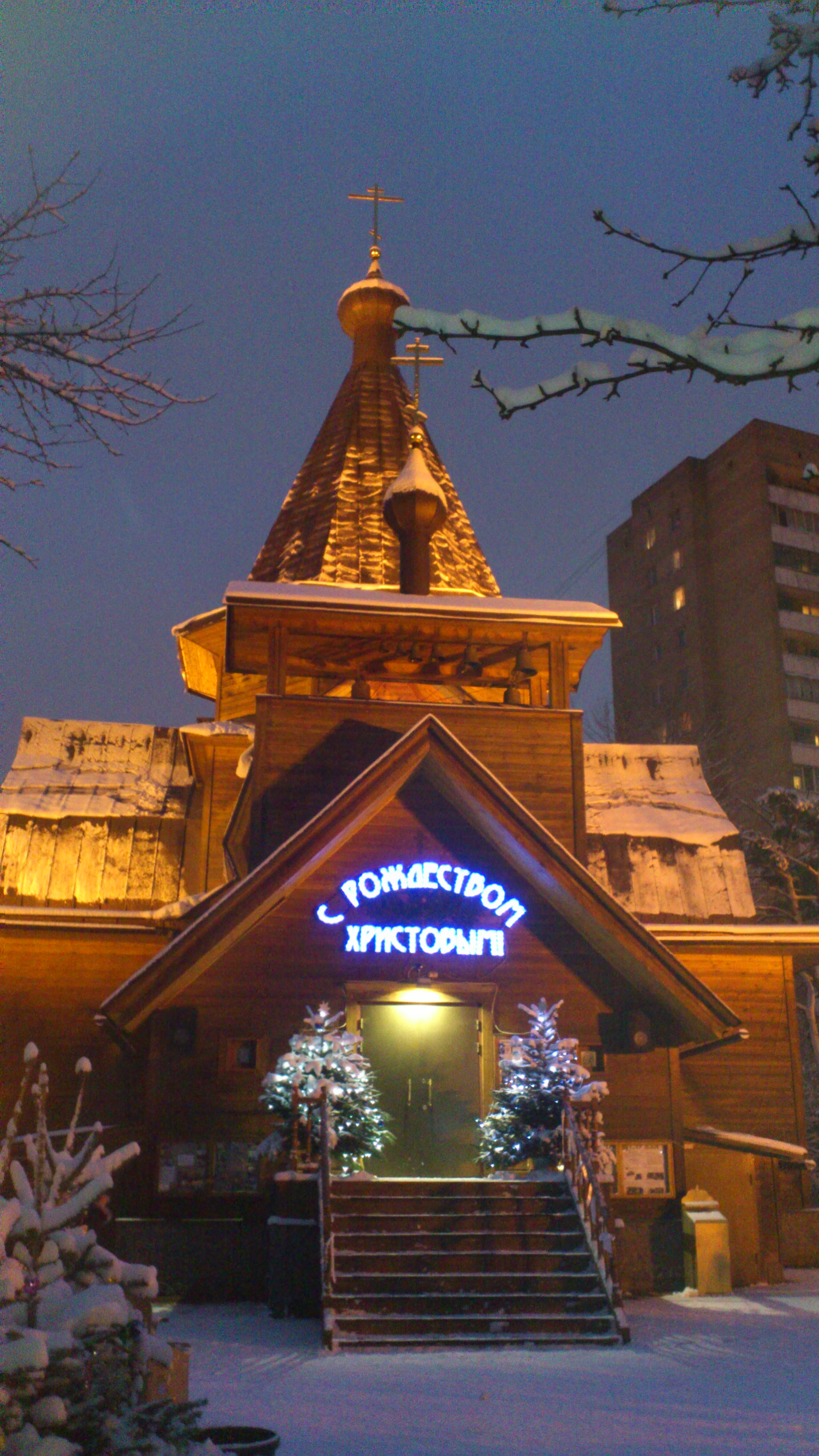
Ночной вид

К церкви святого Николая у Соломенной сторожки приписано два храма. Статус приписных означает, что они организационно подчинены храму святого Николая.
- Храм-часовня святого благоверного князя Дмитрия Донского при Первом Московском Кадетском Корпусе — построен в 2001 году.

Также 14 сентября открыт построенный на территории храма храм-часовня, посвященный иконе Божией Матери «Августовская».

## Деятельность храма
При храме действует воскресная школа для детей от 4 до 15 лет. Есть курсы сестёр милосердия. Проводятся встречи молодёжного клуба и катехизаторские беседы. Действует волонтерское движение. Имеется православная библиотека и музей храма. Настоятель храма — протоиерей Владимир Новицкий.

## Расположение
Храм святого Николая у Соломенной сторожки расположен по адресу Ивановская улица, дом 3 у южной окраины парка «Дубки». В 400 м восточнее храма находится выход станции метро «Тимирязевская» Серпуховско-Тимирязевской линии. В 200 м к юго-западу от храма расположена остановка «Префектура САО» трамвая № 27, следующего по маршруту метро «Войковская» — метро «Дмитровская».

## Духовенство
- Настоятель храма — протоиерей Владимир Новицкий
- Протоиерей Орест Оршак
- Священник Антоний Игнатьев
- Священник Олег Александров
- Священник Сергий Трашков
- Диакон Максим Дулев
- Чтец Василий Неровнов